# Scopula vitellina
Scopula vitellina är en fjärilsart som beskrevs av Claude Herbulot 1978. Scopula vitellina ingår i släktet Scopula och familjen mätare. Inga underarter finns listade.